# 1311
- Wikisource

| Calendário gregoriano                                                        | 1311 MCCCXI                                          |
| Ab urbe condita                                                              | 2064                                                 |
| Calendário arménio                                                           | 760 – 761                                            |
| Calendário bahá'í                                                            | -533 – -532                                          |
| Calendário budista                                                           | 1855                                                 |
| Calendário chinês                                                            | 4007 – 4008 Início a 20 de janeiro (aproximadamente) |
| Calendário copta                                                             | 1027 – 1028                                          |
| Calendário etíope                                                            | 1303 – 1304                                          |
| Calendários hindus - Vikram Samvat - Calendário nacional indiano - Cáli Iuga | 1366 – 1367 1232 – 1233 4411 – 4412                  |
| Calendário Holoceno                                                          | 11311                                                |
| Calendário islâmico                                                          | 711 – 712                                            |
| Calendário judaico                                                           | 5071 – 5072                                          |
| Calendário persa                                                             | 689 – 690                                            |
| Calendário rúnico                                                            | 1561                                                 |
| Calendário solar tailandês                                                   | 1854                                                 |

1311 (MCCCXI, na numeração romana) foi um ano comum do Calendário Juliano, da Era de Cristo, a sua letra dominical foi C (52 semanas), teve início a uma sexta-feira e terminou também a uma sexta-feira.
| Ano completo                       |
| ---------------------------------- |
| Ano comum com início à sexta-feira |

## Eventos
- 16 de Outubro - Dá-se início do Concílio de Vienne, o décimo quinto concílio ecumênico da Igreja católica. Entre as principais características de decisão, em cima da mesa, proposto pelo rei de França, estava a condenação dos Templários; e do papa Bonifácio VIII.;